# Hydrogenozom

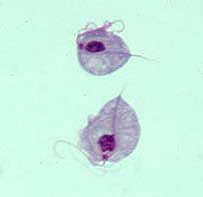
Hydrogenozomy mají například Trichomonas vaginalis

Hydrogenozom je membránou uzavřená organela některých anaerobních nálevníků, trichomonád či hub. Je asi 1 mikrometr velká a produkuje molekulární vodík (z toho bylo odvozeno i její jméno). Známé jsou hydrogenozomy především u parazitů Trichomonas vaginalis a Tritrichomonas foetus, ale též u houbových chytridiomycet rodu Neocallimastix.

## Charakteristika
Je funkčně podobná mitochondriím, je totiž také obklopená dvojitou membránou, produkuje ATP a dokonce někdy má i kristy. Na rozdíl od nich však zpravidla neobsahuje DNA (výjimkou je však nálevník Nyctotherus ovalis, který ji má) a také funguje v anaerobním prostředí.

## Evoluce
Na základě výše uvedených vlastností nebylo dříve jasné, zda hydrogenozomy jsou zcela nové originální organely, nebo se vyvinuly z mitochondrií. To je důležité například pro endosymbiotickou teorii, která mitochondrie označila za endosymbionty prastarých protoeukaryotických buněk.
Dnes se vědecká komunita přiklání k tomu (například v souvislosti s nalezením DNA v některých z nich), že hydrogenozomy jsou skutečně pozměněné mitochondrie, přizpůsobené novým metabolickým pochodům, a hydrogenozom nálevníka Nyctotherus ovalis bývá označován za přechodový stupeň mezi hydrogenozomem a mitochondrií.